# 4 Pułk Piechoty (Imperium Rosyjskie)
4 Koporski pułk piechoty Generała Hrabiego Konownicyna, obecnie Jego Królewskiej Mości Króla Saksonii (ros. 4-й пехотный Копорский генерала графа Коновницына, ныне Его Величества Короля Саксонского полк) – oddział piechoty okresu Imperium Rosyjskiego.

## Charakterystyka
Sformowany w 1803. Nosił nazwy: Koporski pp (1811–1833), Koporski pjegr (1833–1854), pjegr Jego Królewskiej Mości Następcy Tronu Księcia Saksońskiego (1854–1856), pp Jego Królewskiej Mości Następcy Tronu Księcia Saksońskiego (1856–1857).
Stacjonował między innymi w m. Smoleńsk.
W przededniu I wojny światowej pułk etatowo posiadał cztery bataliony po cztery kompanie oraz kompanię tyłową. Kompania piechoty czasu wojny liczyła około 240 żołnierzy i 4–5 oficerów. Na szczeblu pułku występował także pododdział karabinów maszynowych (8 km), łączności (w tym 14 konnych gońców i 21 telefonistów) i zwiadowczy (64 zwiadowców, w tym 4 kolarzy). W sumie pułk liczył około 4000 żołnierzy.

W  lipcu 1914, na bazie zalążków wydzielonych z pułku, w ramach 2 fali mobilizacyjnej, sformowany został rezerwowy 224 pułk piechoty.

 pułk piechoty rozformowany został w 1918.

## Podporządkowanie
Lipiec 1914:
- 13 Korpus Armijny – Smoleńsk[9]
  - 1 Dywizja Piechoty – Smoleńsk
    - 2 Brygada Piechoty – Tyflis
      - 4 Koporski pułk piechoty – Smoleńsk